# Simon Vukčević
Simon Vukčević (Servisch: Симон Вукчевић) (Titograd, 29 januari 1986) is een profvoetballer uit Montenegro die speelt als aanvallende middenvelder. Hij verruilde in juli 2015 Levadiakos voor Enosis Neon Paralimni en kwam eerder onder meer uit voor Partizan Belgrado, Sporting Lissabon en Blackburn Rovers.

## Interlandcarrière
Vukčević speelde vijf interlands voor Servië en Montenegro. Hij maakte zijn debuut voor de rompstaat op 11 juli 2004 in de vriendschappelijke wedstrijd tegen Slowakije (2-0) in Fukuoka, Japan tijdens de strijd om de Kirin Cup, net als Đorđe Jokić, Miloš Marić, Bojan Zajić, Bojan Neziri en Aleksandar Pantić.
Vukčević nam met Servië en Montenegro deel aan de Olympische Spelen 2004 in Athene, Griekenland. Daar werd de ploeg in de voorronde uitgeschakeld na drie nederlagen op rij, tegen achtereenvolgens Argentinië, Australië en Tunesië.
Na de ontmanteling van Servië en Montenegro vertegenwoordigde hij Montenegro. Vukčević maakte zijn debuut voor de nationale ploeg op 24 maart 2007 in de vriendschappelijke thuiswedstrijd tegen Hongarije, die met 2-1 werd gewonnen door Montenegro dankzij rake strafschoppen van achtereenvolgens Mirko Vučinić en Igor Burzanović. Het duel was het eerste duel voor de voormalige Joegoslavische deelrepubliek als zelfstandige staat.

## Erelijst
Partizan Belgrado
- Landskampioen

2003, 2005
 Sporting Lissabon
- Taça de Portugal

2008
- Supertaça Cândido de Oliveira

2008